# Casa al carrer Serra Bullones, 6 (Sant Pere Pescador)
La Casa al carrer Serra Bullones, 6 és una obra de Sant Pere Pescador (Alt Empordà) inclosa a l'Inventari del Patrimoni Arquitectònic de Catalunya.

## Descripció
Situada dins del nucli urbà de la població de Sant Pere Pescador, a poca distància al sud de l'antic recinte medieval de la vila.
Edifici entre mitgeres de planta rectangular, format per dos cossos adossats i un pati a la part posterior. Les cobertes són de dues vessants, però mentre que l'edifici principal té planta baixa i dos pisos, l'altre presenta dues plantes. La façana principal té dos portals d'arc rebaixat a la planta baixa i un altre rectangular bastit amb carreus i llinda plana, que actualment està tapiat, al mig. Només es pot llegir una part de la inscripció de la llinda: “DIA 1 1732 MAIG”. Al pis hi ha un balcó corregut amb dos finestrals rectangulars de sortida. Damunt d'un d'ells hi ha una llinda reaprofitada amb una inscripció gravada on apareix, probablement, l'any 1632. Sota la llosana hi ha una altra llinda aprofitada, decorada i gravada, “IHS 1680”. Al costat del balcó hi ha una finestra emmarcada amb carreus de pedra. A la segona planta hi ha una galeria d'obertures rectangulars amb l'ampit corregut.
La construcció està arrebossada i pintada.

## Història
En el nucli antic de Sant Pere Pescador hi ha algunes cases dels segles XVI, XVII i XVIII amb interessants elements arquitectònics. Amb l'acabament de les guerres remences la vila de Sant Pere Pescador s'expandí més enllà del nucli fortificat al centre, on hi havia l'església i la casa Caramany, sobretot vers migdia on es formà un extens barri entre la muralla i el riu. L'habitatge del carrer Serra Bullones 6 és possiblement del segle xvii amb reformes al segle xviii i altres posteriors, com ho testimonien les dates 1632, 1680 i 1732 gravades a les llindes de les obertures.